# El client il·lustre
"El client il·lustre" anglès:  The Adventure of the Illustrious Client) és un dels 56 contes de Sherlock Holmes escrits per l'autor britànic Sir Arthur Conan Doyle, i una de les 12 històries recollides a L'arxiu de Sherlock Holmes. Es va publicar per primera vegada a Collier's als Estats Units el novembre de 1924 i a The Strand Magazine al Regne Unit en dues parts, el febrer i el març de 1925.

## Trama
Sir James Damery va a veure Holmes i Watson sobre el problema del seu il·lustre client (la identitat del client no es revela mai al lector, tot i que Watson ho descobreix al final de la història; es dona a entendre que és el rei Eduard VII). La petita filla del general de Merville, Violet, s'ha enamorat del pícar i sàdic baró austríac Adelbert Gruner, de qui Damery i Holmes estan convençuts que és un desvergonyit promiscu i un assassí. La víctima era la seva última dona, de l'assassinat de la qual va ser absolt per un tecnicisme jurídic i la mort prematura d'un testimoni. Va trobar el seu final al pas de Splügen. Holmes també descobreix que el baró té gustos cars i és un col·leccionista i una autoritat reconeguda en ceràmica xinesa.
El primer pas de Holmes és veure en Gruner, a qui li fa gràcia veure Holmes intentant "jugar una mà sense cartes". El baró no es commou i afirma que el seu encant és més potent que fins i tot un suggeriment posthipnòtic per condicionar la ment de la Violet a rebutjar qualsevol cosa dolenta que es pugui dir sobre ell. Gruner explica la història de Le Brun, un agent francès que va quedar paralitzat de per vida després de ser colpejat per matons després de fer consultes similars sobre els negocis personals del baró.
Holmes rep una mica d'ajuda amb la seva missió en la forma de Shinwell Johnson, un antic criminal que ara actua com a informador de Holmes a l'inframón de Londres. Johnson descobreix la senyoreta Kitty Winter, l'última amant del baró, que va quedar arruïnada a causa d'això. Està decidida a venjar-se i farà qualsevol cosa per ajudar a Holmes. Kitty li diu a Holmes que el baró "recull dones" i narra les seves conquestes en un llibre. Holmes s'adona que aquest llibre, escrit de la pròpia mà de Gruner, és la clau per curar la Violet de la seva devoció pel canalla. La Kitty li diu a Holmes que aquest llibre es guarda a l'estudi del baró.
Primer, Holmes va a veure la Violet, portant a la Kitty amb ell, però la Violet és una prova contra les paraules d'Holmes. La Kitty deixa clar que la Violet podria acabar morta si és prou tonta per casar-se amb Gruner. La reunió acaba amb Holmes evitant per poc una escena pública que involucra la enfurismada Kitty.
A continuació, Holmes és atacat per dos homes, i els diaris donen a entendre que està a punt de morir. Watson va al 221B de Baker Street només per descobrir que les lesions d'Holmes s'han exagerat per donar la impressió que estarà fora de joc durant força temps. Uns quants dies després, Holmes està prou recuperat com per sortir del llit. El baró planeja un viatge als Estats Units just abans del casament i marxarà d'aquí a tres dies. Holmes sap que Gruner s'emportarà el seu llibre incriminant amb ell, sense atrevir-se mai a deixar-lo enrere al seu estudi.
Holmes ordena a Watson que aprengui tot el que pugui sobre la ceràmica xinesa en les properes 24 hores. L'endemà, Holmes presenta a Watson una targeta de visita falsa que l'anomena "Dr. Hill Barton" i una peça real de ceràmica Ming, un plat. Ha d'anar a casa del baró Gruner, fer-se passar per un coneixedor de la ceràmica xinesa i intentar vendre el plat. Watson fa el que Holmes li diu, però no pot enganyar el baró durant molt de temps. Gruner s'adona qui l'ha enviat.
Quan Watson s'enfronta al seu captor assassí, un soroll d'una altra habitació alerta el baró i es precipita al seu estudi just a temps per veure Holmes saltar per la finestra. El baró es dirigeix a la finestra, però la Kitty Winter, que s'ha amagat fora, li tira oli de vidriol a la cara. Watson aplica tractament a les seves ferides. Durant la visita d'Holmes aconsegueix robar el llibre.
El baró està ara horriblement desfigurat, però Holmes diu que això no el desanimarà a la Violet. Encara necessiten el llibre per curar-la. Quan la Violet veu el llibre de les conquestes, escrit amb la lletra del seu promès, s'adona del canalla que és. Un anunci a The Morning Post diu que el matrimoni entre el baró Adelbert Gruner i la senyoreta Violet de Merville s'ha cancel·lat. També diu que s'estan presentant càrrecs de llançament de vidriol contra Kitty Winter. Les circumstàncies atenuants redueixen la seva pena al mínim possible per aquest delicte.

## Historial de publicacions
El client il·lustre es va publicar per primera vegada als Estats Units a Collier's el novembre de 1924, i al Regne Unit a The Strand Magazine el febrer-març de 1925. La història es va publicar a Collier's amb quatre il·lustracions de John Richard Flanagan, i al Strand amb vuit il·lustracions de Howard K. Elcock. Es va incloure a la col·lecció de contes L'arxiu de Sherlock Holmes, que es va publicar al Regne Unit i als Estats Units el juny de 1927.

## Adaptacions

### Ràdio i àudio
La història va ser adaptada per Edith Meiser com a episodi de la sèrie de ràdio nord-americana The Adventures of Sherlock Holmes. L'episodi es va emetre el 23 de febrer de 1931, amb Richard Gordon com Sherlock Holmes i Leigh Lovell com el Dr. Watson. Altres dramatitzacions de la història, probablement amb el mateix guió o un guió lleugerament alterat, també es van emetre a la mateixa sèrie el 8 de març de 1933 (de nou amb Gordon i Lovell) i el 18 d'abril de 1936 (amb Gordon com a Holmes i Harry West com Watson).
Meiser també va adaptar la història com a episodi de la sèrie de ràdio nord-americana The New Adventures of Sherlock Holmes que es va emetre el 5 d'octubre de 1941 (amb Basil Rathbone com a Holmes i Nigel Bruce com a Watson). Un altre episodi adaptat de la història es va emetre el 9 de maig de 1948 (amb John Stanley com a Holmes i Alfred Shirley com a Watson).
Una adaptació de ràdio es va emetre el 1960 al BBC Light Program, com a part de la sèrie de ràdio 1952–1969 protagonitzada per Carleton Hobbs com Holmes i Norman Shelley com Watson. Va ser adaptat per Michael Hardwick.
Un drama d'àudio basat en la història, protagonitzat per Robert Hardy com Holmes i Nigel Stock com Watson, es va publicar en disc LP el 1971. Va ser dramatitzat i produït per Michael Hardwick (que també va adaptar la versió de ràdio de la BBC de 1960 de la mateixa història) i Mollie Hardwick.
"The Illustrious Client" va ser dramatitzat per a BBC Radio 4 el 1994 per Bert Coules com a part de la sèrie de ràdio 1989-1998 protagonitzada per Clive Merrison com Holmes i Michael Williams com Watson, amb Michael Feast com Baron Gruner i Ruth Gemmell com Violet de Merville.
El 2010, la història va ser adaptada per a la ràdio com a part de The Classic Adventures of Sherlock Holmes, una sèrie del programa de ràdio nord-americà Imagination Theatre, amb John Patrick Lowrie com a Holmes i Lawrence Albert com a Watson.

### Televisió
La història va ser adaptada el 1965 per a un episodi de Sherlock Holmes, protagonitzat per Douglas Wilmer com Holmes, Nigel Stock com Watson, Peter Wyngarde com el baró Grüner i Rosemary Leach com Kitty Winter.
La versió de Granada TV de 1991 amb Jeremy Brett és fidel a l'original, excepte que mostra que l'intent de venjança de la senyoreta Winter contra el baró va ser perquè li havia desfigurat el coll i el pit amb vidriol, i en el petit detall que Grüner troba Holmes dins de la casa, i Kitty (interpretada per Kim Thomson) es precipita a l'interior i al davant de Holmes per llançar el vitriol a Grüner interpretat per Anthony Valentine.
A la tercera temporada de Elementary, Kitty Winter (Ophelia Lovibond) i Adelbert Gruner (Stuart Townsend) s'introdueixen en un arc de la història de mitja temporada que canvia a Gruner d'un promiscu i un baró a un vicepresident corporatiu i violador-assassí en sèrie. Kitty va escapar de la seva captivitat abans que pogués matar-la. Passa la primera meitat de la temporada entrenant amb Holmes com a detectiu. Quan Gruner arriba a Nova York, ella exposa la seva identitat. Violet de Merville és un personatge secundari, la germana d'un altre sospitós que no té cap connexió amb Gruner. En aquesta versió, Kitty fuig dels Estats Units cap a una destinació no declarada per escapar de l'arrest després d'haver marcat la cara de Gruner amb una substància química càustica. En un episodi posterior, The View From Olympus, Holmes esmenta un cas anterior sobre un home que va matar la seva dona al pas de Splügen i va fer que el seu assassinat semblés un accident.